# فرودگاه اشنایدر رانچ
فرودگاه اشنایدر رانچ (به انگلیسی: Snyder Ranch Airport) یک فرودگاه خصوصی است که یک باند فرود چمن دارد و طول باند آن ۸۷۱ متر است. این فرودگاه در کشور ایالات متحده آمریکا قرار دارد و در ارتفاع ۸۰۹ متری از سطح دریا واقع شده است.